# 18321 Bobrov
18321 Bobrov este un asteroid din centura principală de asteroizi.

## Descriere
18321 Bobrov este un asteroid din centura principală de asteroizi. A fost descoperit pe 25 octombrie 1982 la Observatorul de Astrofizică din Crimeea de Liudmila Juravliova. Asteroidul prezintă o orbită caracterizată de o semiaxă mare de 2,70 ua, o excentricitate de 0,28 și o înclinație de 3,3° în raport cu ecliptica.